# Segment (mạng)
Segment là một phần của một mạng máy tính. Bản chất và phạm vi của segment phụ thuộc vào bản chất của mạng và thiết bị hoặc các thiết bị được dùng để liên kết các trạm cuối (end station).

## Ethernet

### Segment được kết nối điện
Theo định nghĩa các tiêu chuẩn IEEE cho Ethernet, một segment mạng là một kết nối điện giữa các thiết bị được nối mạng bằng cách sử dụng một medium được chia sẻ.
Trong Ethernet 10BASE5 và 10BASE2 nguyên thủy, một segment có thể ứng với một dây cáp đồng trục đơn và bất cứ thiết bị nào gắn với nó. Ở thời điểm này trong lịch sử tiến hóa của Ethernet, nhiều segment mạng có thể được kết nối bằng các repeater (ứng với luật 5-4-3 cho Ethernet 10 Mbit) để tạo ra một collision domain lớn hơn.

### Segment tầng 1
Với Ethernet trên cáp đồng xoắn đôi, các segment điện có thể được hợp lại với nhau bằng cách dùng các repeater hoặc các repeating hub. Điều này ứng với phạm vi của một mạng tầng 1 của mô hình OSI và tương đương với một collision domain.

### Segment tầng 2
Bằng cách dùng các switch hoặc bridge, nhiều segment tầng 1 có thể được kết hợp thành một segment  tầng 2 chung, ví dụ tất cả các nốt có thể giao tiếp với nhau thông qua việc đánh địa chỉ MAC hoặc broadcast. Một segment tầng 2 tương đương với một broadcast domain.
Traffic bên trong một segment L2 vật lý có thể được tách thành các phần ảo riêng biệt ảo bằng cách dùng các mạng VLAN. Mỗi VLAN lập nên segment L2 logic của chính nó.

## Cách dùng khác
- một không gian ngôn ngữ bên trong Internet, như Runet hoặc Kaznet.